# German Juniors 1998
Das German Juniors 1998 im Badminton fand vom 13. bis zum 15. März 1998 in der Sporthalle an der Berufsschule in Bottrop statt. Bottrop war damit zum achten Mal Ausrichter der Titelkämpfe. Es war insgesamt die 15. Austragung des bedeutendsten internationalen Juniorenwettbewerbs in Deutschland. Veranstalter war der Deutsche Badminton-Verband.

## Sieger und Platzierte
| Disziplin    | Gold                       | Silber                       | Bronze                             |
| ------------ | -------------------------- | ---------------------------- | ---------------------------------- |
| Herreneinzel | Kasper Ødum                | Kasper Fangel                | Ian Maywald                        |
| Herreneinzel | Kasper Ødum                | Kasper Fangel                | Shinya Ohtsuka                     |
| Dameneinzel  | Lee Hyo-jung               | Fumi Iwasaki                 | Kaori Mori                         |
| Dameneinzel  | Lee Hyo-jung               | Fumi Iwasaki                 | Ling Wan Ting                      |
| Herrendoppel | Choi Min-ho Jung Sung-kyun | Kasper Ødum Kristian Langbak | Jochen Cassel Björn Joppien        |
| Herrendoppel | Choi Min-ho Jung Sung-kyun | Kasper Ødum Kristian Langbak | Martin Delfs Peter Steflensen      |
| Damendoppel  | Lee Hyo-jung Jun Woul-sik  | Britta Andersen Lene Mørk    | Ling Wan Ting Louisa Koon Wai Chee |
| Damendoppel  | Lee Hyo-jung Jun Woul-sik  | Britta Andersen Lene Mørk    | Petra Overzier Anne Hönscheid      |
| Mixed        | Choi Min-ho Lee Hyo-jung   | Mathias Boe Karina Sørensen  | Peter Steffensen Lene Mørk         |
| Mixed        | Choi Min-ho Lee Hyo-jung   | Mathias Boe Karina Sørensen  | Kristian Langbak Britta Andersen   |